# Rivière-Saas-et-Gourby
Rivière-Saas-et-Gourby (gaskonsko Ribèra-Saas e Gorbí) je naselje in občina v francoskem departmaju Landes regije Akvitanije. Naselje je leta 2009 imelo 1.168 prebivalcev.

## Geografija
Kraj leži v pokrajini Gaskonji ob reki Adour, 11 km jugozahodno od središča Daxa.

## Uprava
Občina Rivière-Saas-et-Gourby skupaj s sosednjimi občinami Angoumé, Dax, Gourbera, Herm, Mées, Saint-Paul-lès-Dax, Saint-Vincent-de-Paul, Saubusse in Téthieu sestavlja kanton Dax-Sever s sedežem v Daxu. Kanton je sestavni del okrožja Dax.

## Zanimivosti
- romanska cerkev sv. Blaža iz 13. stoletja, Gourby
- cerkev sv. Janeza Krstnika, Rivière.